# Ostschermaus
Die Ostschermaus, auch kurz Schermaus oder Große Wühlmaus (Arvicola amphibius, Syn.: Arvicola terrestris) ist eine Art der Säugetiere aus der Unterfamilie der Wühlmäuse (Arvicolinae). Das Verbreitungsgebiet der Art umfasst große Teile der Paläarktis und reicht von Großbritannien bis zur Lena in Sibirien. Die Schermaus zeigt sowohl überwiegend aquatische wie auch terrestrisch lebende Populationen sowie Übergangsformen. Die Art gilt als ungefährdet.

## Kennzeichen

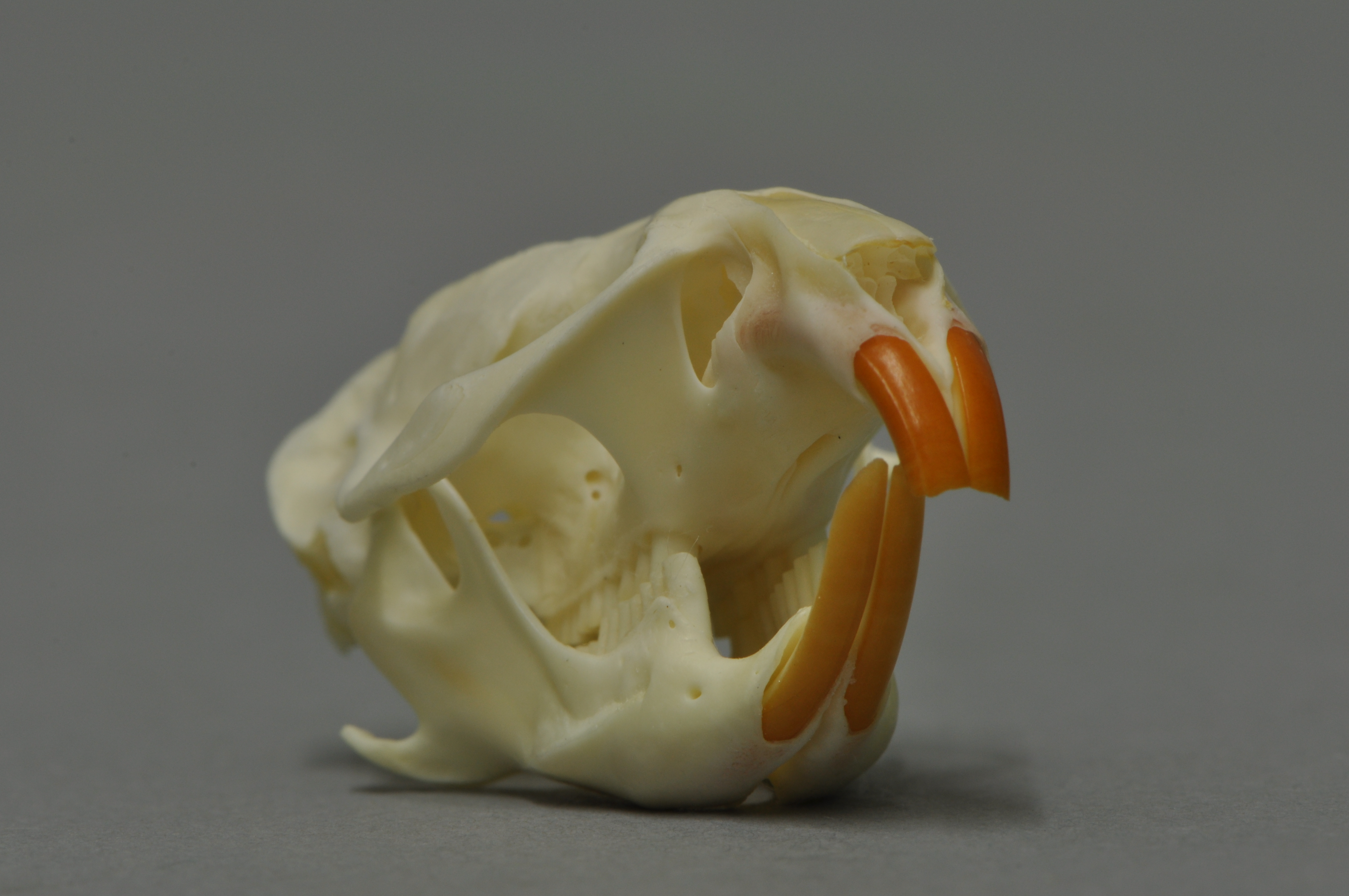
Schädel

Ostschermäuse sind große, untersetzte und langschwänzige Wühlmäuse. Die Ostschermaus ist nach der eingebürgerten Bisamratte die zweitgrößte Wühlmausart in Europa, wobei die aquatisch lebenden Tiere deutlich größer und schwerer sind als die terrestrisch lebenden. Die Kopf-Rumpf-Länge beträgt in aquatischen Populationen 130–240 mm, die Schwanzlänge 100–146 mm, die Länge des Hinterfußes 28–35 mm und die Ohrlänge 15–20 mm. Die Tiere wiegen 130–320 g. Terrestrisch lebende Schermäuse erreichen hingegen nur eine Kopf-Rumpf-Länge von 130–165 mm, eine Schwanzlänge 50–90 mm, die Länge des Hinterfußes beträgt 22–27 mm und die Ohrlänge 12–15 mm. Diese Tiere wiegen 65–130 g.
Das Fell ist lang, dicht und glänzend. Es ist auf der Oberseite variabel, meist dunkelbraun, seltener hellbraun und besonders bei aquatischen Populationen in Niederungen häufig auch schwarz. Der Schwanz ist heller. Die Unterseite ist weißlich oder gelblich grau.

## Verbreitung und Lebensraum

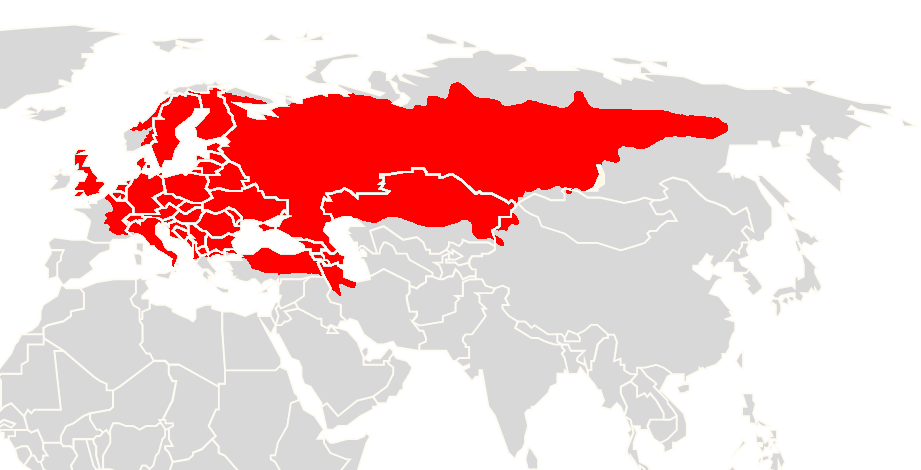
Verbreitungsgebiet laut IUCN

Die Ostschermaus besiedelt große Teile der Paläarktis. Das Verbreitungsgebiet reicht in West-Ost-Richtung von Großbritannien und dem nordwestlichen Spanien bis zur Lena und dem Baikalsee in Sibirien. In Nord-Süd-Richtung reicht das Areal in Europa von der Nordspitze Norwegens bis in den Norden Portugals, bis zur Südspitze Italiens und bis in den Norden Griechenlands; weiter östlich mit einzelnen Ausläufern bis in den Nordwesten des Iran und bis in den Südosten Kasachstans.
Je nach Population leben die Tiere überwiegend aquatisch an Flüssen, Bächen und in Sümpfen oder terrestrisch auf Wiesen, in Obstanlagen und Gärten, weniger häufig in bewaldeten Bereichen. Diese beiden „Ökotypen“ sind jedoch nicht scharf getrennt. Aquatische Populationen kommen von Meereshöhe bis in 3200 m Höhe vor, terrestrische leben überwiegend in Gebirgen bis in 2500 m Höhe.

## Systematik
Die Systematik der Ostschermaus wird seit langem kontrovers diskutiert. Für die Art sind mindestens 36 Unterarten beschrieben worden. Nach Untersuchungen der mitochondrialen DNA lassen sich diese Unterarten jedoch zu drei Formen zusammenfassen, die nicht genau den oben genannten Ökotypen entsprechen und für die jeweils auch die Erhebung zu eigenen Arten diskutiert wird:
- Arvicola amphibius amphibius; Größter Teil des Verbreitungsgebietes, aquatisch lebend mit Übergängen zur terrestrischen Lebensweise.
- Arvicola a. sherman; auf Gebirge beschränkte Form im Südwesten des Areals in den Karpaten, den Alpen, im Massif Central, in den Pyrenäen und im Norden der Iberischen Halbinsel, terrestrisch lebend. Nach Wilson und Reeder[3]  reicht das Areal dieser Form auch noch bis nach Belgien und in den Süden der Niederlande.
- Arvicola a. italicus; Italien südlich der Alpen, aquatisch lebend mit Übergängen zur terrestrischen Lebensweise.

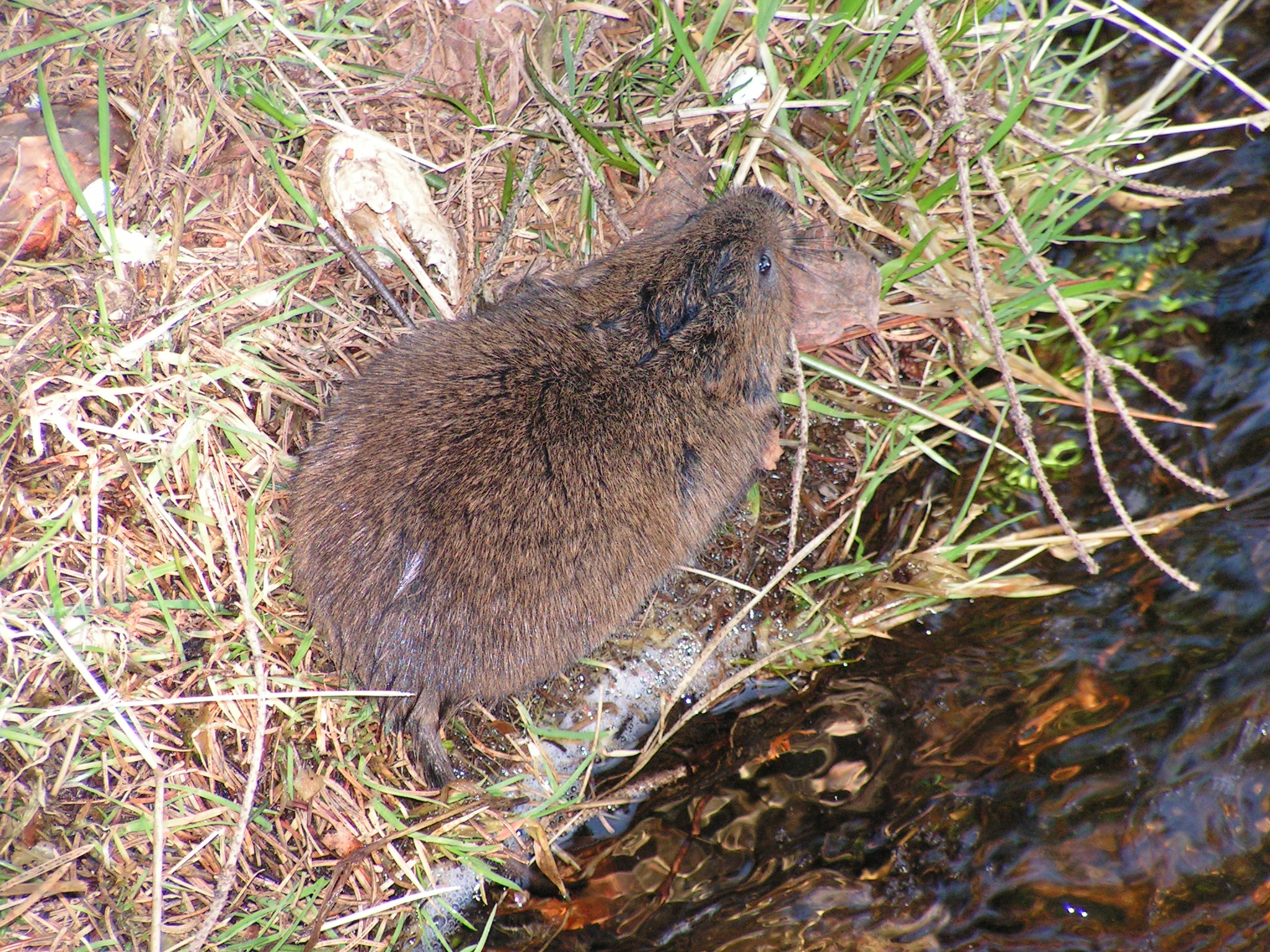
Ostschermaus von oben

## Lebensweise
Ostschermäuse sind nacht- und dämmerungsaktiv, seltener tagaktiv. Aquatisch lebende Tiere schwimmen und tauchen gut und nutzen dabei alle vier Beine zur Fortbewegung. Die weitverzweigten Bauten mit Nest und Vorratskammer werden in dicht bewachsenen Uferböschungen angelegt, die Eingänge liegen sowohl unter als auch oberhalb der Wasseroberfläche. In feuchten Gebieten wird das Nest bei hohem Wasserstand oberirdisch zum Beispiel auf Seggenbülten oder freischwimmend gebaut.
Die flach unter der Erdoberfläche verlaufenden Gangsysteme terrestrischer Populationen ähneln denen des Maulwurfs. Wenn Erdhaufen aufgeworfen werden, sind diese jedoch flacher und weniger stabil als beim Maulwurf. Die überwiegend pflanzliche Nahrung besteht bei aquatischen Populationen aus Wasserpflanzen, bei terrestrischen in erster Linie aus Wurzeln, Zwiebeln und Knollen. Gelegentlich fressen die Tiere Mollusken, Insekten und kleine Fische.

## Fortpflanzung
Die Fortpflanzung findet von März bis Oktober statt, die Zahl der Würfe pro Jahr beträgt 3 bis 5. Die Tragzeit beträgt etwa 22 Tage. Die Würfe sind relativ groß; sie umfassen 2–9, ausnahmsweise bis 14 Junge, meist jedoch 4–6 Junge. Die frisch geborenen Jungmäuse wiegen in Abhängigkeit von der Wurfgröße 3,2–7,8 g. Die Augen öffnen sich im Alter von 8–11 Tagen, im Mittel nach 9 Tagen; mit etwa 60 Tagen sind die Jungen geschlechtsreif. Die Lebensdauer in Gefangenschaft betrug maximal 3,5 Jahre.

## Schäden
Wirtschaftlich relevante Schäden können die Tiere vor allem durch Wurzelfraß in Obstplantagen und Baumschulen sowie in Gemüsekulturen, vor allem bei Möhren und Spargel verursachen. Bei hoher Dichte wurden in Nordmazedonien außerdem erhebliche Schäden in Reisfeldern verzeichnet.

## Bekämpfung
Die Bekämpfung von Wühlmäusen erfolgt mittels Begasungsmittel, Giftköder, Wühlmausschussgerät oder Mausefalle. In größeren Plantagen werden Giftköder zur Arbeitserleichterung mit einem Wühlmauspflug ausgebracht.

## Bestand und Gefährdung
Die Art erreicht auch in Optimalhabitaten selten höhere Dichten als 100 Individuen pro Hektar. In Skandinavien und im Baltikum gibt es ähnlich wie bei anderen Wühlmäusen starke zyklische Bestandsschwankungen.
In Teilen West- und Südeuropas, z. B. in Großbritannien, den Niederlanden und Italien, wurden bei aquatischen Populationen deutliche Bestandsrückgänge festgestellt. Als Ursachen gelten Lebensraumzerstörung, Wasserverschmutzung, Prädation durch den eingeführten Mink und Konkurrenz mit der ebenfalls eingeführten Bisamratte. Lokal und regional wurden Populationen durch die Trockenlegung von Sumpfgebieten drastisch reduziert oder ausgerottet, vor allem in Israel, der Türkei und in Georgien. In vielen Bereichen des Verbreitungsgebietes sind Schermäuse jedoch häufig und die Bestände stabil, und im nördlichen Zentraleuropa wird die Art zum Teil als Schädling betrachtet. Der Weltbestand gilt laut IUCN als ungefährdet (least concern), auch in Deutschland wird die Ostschermaus in der Roten Liste als ungefährdet geführt.